# Metatephritis
Metatephritis is een geslacht van insecten uit de familie van de Boorvliegen (Tephritidae), die tot de orde tweevleugeligen (Diptera) behoort.

## Soort
- M. fenestrata Foote, 1960